# Simulium toubkal
Simulium toubkal es una especie de insecto del género Simulium, familia Simuliidae, orden Diptera.

## Distribución
Se distribuye por Marruecos.

## Taxonomía
Fue descrita científicamente por Bouzidi & Giudicelli, 1986.